# 静岡県道310号瀬戸佐久米線

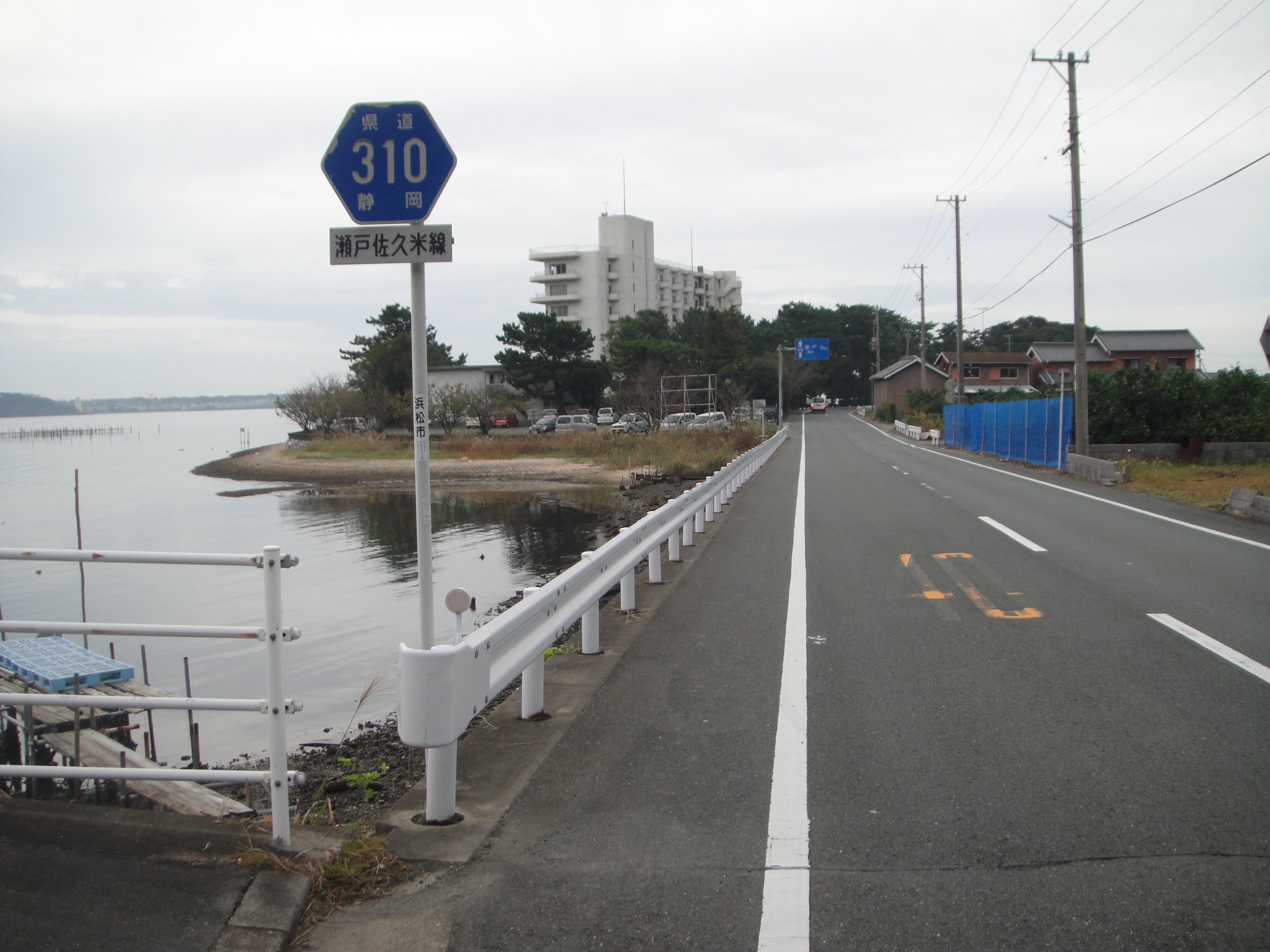
終点付近より撮影、左は浜名湖

静岡県道310号瀬戸佐久米線（しずおかけんどう310ごう せとさくめせん）は、浜名湖の大崎半島を縦断する延長約6.2kmの一般県道である。

## 概要
2007年（平成19年）4月1日に並行する浜名湖レイクサイドウェイが無料開放され、当路線のバイパスとなった。

### 路線データ
- 起点：静岡県湖西市横山（国道301号交点）
- 終点：静岡県浜松市浜名区三ヶ日町佐久米（国道362号交点）

## 歴史
- 1972年10月31日 : 一般県道瀬戸都筑線として認定（当時の起点は静岡県引佐郡三ケ日町下尾奈、終点は静岡県引佐郡三ケ日町都筑）
- 2007年4月1日 : 浜名湖レイクサイドウェイ無料化により当路線のバイパスとして編入、名称と起終点を変更

## 路線状況
- 起点からすぐの旧瀬戸橋は狭く、信号に従っての交互通行となっている。
- 終点側の浜名湖沿岸を走る区間も一部幅員が狭く、湖岸側にガードレールが無い道路である。

## 接続道路
- 国道301号（瀬戸トンネル南交差点）
- 国道362号（浜松市浜名区三ヶ日町佐久米）

## 沿線周辺
- 猪鼻瀬戸
- 奥浜名湖マリーナ
- 三ヶ日青年の家
- 浜名湖グリーンプラザ
- 天竜浜名湖鉄道 浜名湖佐久米駅